# 大怪獣のあとしまつ
『大怪獣のあとしまつ』（だいかいじゅうのあとしまつ）は、2022年2月4日に公開された日本映画。怪獣映画では基本的に描かれることのない、怪獣の死骸の処理を引き受けることになった者たちの姿を描く。監督・脚本は三木聡。主演は山田涼介。松竹と東映による初の共同製作作品である。キャッチコピーは、「倒すよりムズくね？」。

## ストーリー
日本中を恐怖に陥れた巨大怪獣が死亡する。安堵と喜びに沸く国民。その死体には様々な可能性があることから「希望」という名が付けられるも、希望の死骸は腐敗によってゆっくりと膨張し、最悪の場合には大爆発を引き起こす恐れがあった。そんな危険な大怪獣「希望」の後始末を担当することになった政府直轄の特殊部隊・特務隊の青年たちは、国民、そして日本の運命をかけた危険な死体処理に挑む。

## キャスト
帯刀 アラタ（おびなた アラタ）
演 - 山田涼介
主人公。政府直轄の特殊部隊「特務隊」に所属する特務隊員。死んだ怪獣の死体処理の責任者となる。
雨音 ユキノ（あまね ユキノ）
演 - 土屋太鳳
環境大臣秘書。アラタの元恋人であり、かつては彼と同じ特務隊の所属だった。
雨音 正彦（あまね まさひこ）
演 - 濱田岳
総理秘書官であり、ユキノの夫。元特務隊。
敷島 征一郎（しきしま せいいちろう）
演 - 眞島秀和
特務隊隊長。
蓮佛 紗百合（れんぶつ さゆり）
演 - ふせえり
環境大臣。
杉原 公人（すぎはら ひろと）
演 - 六角精児
官房長官。
竹中 学（たけなか まなぶ）
演 - 矢柴俊博
文部科学大臣。
川西 紫（かわにし むらさき）
演 - 有薗芳記
国防軍隊員。
椚 山猫（くぬぎ やまねこ）
演 - SUMIRE
特務隊のスナイパー。
道尾 創（みちを つくる）
演 - 笠兼三
国土交通大臣。
甘栗 ゆう子（あまぐり ゆうこ）
演 - MEGUMI
厚生労働大臣。
五百蔵 睦道（いおろい ぼくどう）
演 - 岩松了
国防大臣。
中島 隼（なかじま はやと）
演 - 田中要次
国防軍統合幕僚長。
ユキノの母
演 - 銀粉蝶
ユキノとブルースの母親。
中垣内 渡（なかがいち わたる）
演 - 嶋田久作
外務大臣。
財前 二郎（ざいぜん じろう）
演 - 笹野高史
財務大臣。
真砂 千（まさご せん）
演 - 菊地凛子
国防軍大佐。
サヨコ
演 - 二階堂ふみ
ブルースが行きつけにしている食堂で働く女性。
武庫川 電気（むこがわ でんき）
演 - 染谷将太
大怪獣の姿を配信しようと試みる迷惑系動画クリエイター。
八見雲 登（やみくも のぼる）
演 - 松重豊
怪獣の処理方法の売り込みに来る町工場の社長。
ブルース / 青島 涼（あおしま りょう）
演 - オダギリジョー
ユキノの兄で、ドレッドヘアが特徴的な元特務隊員。爆破のプロ。死体処理ミッションに協力を依頼される。
西大立目 完（にしおおたちめ かん）
演 - 西田敏行
内閣総理大臣。

## スタッフ
- 監督・脚本：三木聡
- 音楽：上野耕路
- ナレーション：山根基世
- エグゼクティブプロデューサー：吉田繁暁、木村光仁
- 企画・プロデュース：須藤泰司、古久保宏子
- プロデューサー：中居雄太、山尾海彦
- キャスティングプロデューサー：福岡康裕
- VFXスーパーバイザー：野口光一
- 音楽プロデューサー：津島玄一
- ラインプロデューサー：田口聖
- 宣伝プロデューサー：永江智大
- 撮影：高田陽幸
- 美術：磯見俊裕
- 照明：加瀬拓郎
- 装飾：大庭信正
- 録音：高野泰雄
- 編集：富永孝
- 音響効果：柴崎憲治
- 特撮監督：佛田洋
- スクリプター：高山秀子
- スタイリングディレクター：西ゆり子
- 衣装デザイン：遠藤良樹
- ヘアメイク：合谷純子
- 怪獣造形：若狭新一
- 俳優担当：林まゆみ
- 助監督：足立公良
- 制作担当：間口彰
- プロダクション統括：木次谷良助
- 助成：文化庁文化芸術振興費補助金（映画創造活動支援事業）独立行政法人日本芸術文化振興会
- 製作プロダクション：東映東京撮影所
- 製作幹事・配給：松竹、東映
- 製作：「大怪獣のあとしまつ」製作委員会（松竹、東映、東映アニメーション、ジェイアール東日本企画、ジェイ・ストーム、松竹ブロードキャスティング、講談社）

## 製作

### 背景
監督の三木聡によると、きっかけは20年以上前のある番組で、『007』のウエットスーツの下のタキシードはどうやって着るのか？というような、映画になってない時間を想像する企画を行ったことが遠因だった。
三木は映画ライターの泊貴洋の2006年の著書『映画監督になる』のインタビューで「『ガメラ』の死体を片付ける映画」を次回作として上げた。しばらくして東映に「ある若者がショッカーになるまでの話」という企画を持ち込んだがこれはボツとなり、別の企画として「怪獣の死体を片付ける映画をやりたいんです」と提案したら面白いからやろうと企画がスタートした。
2015年頃、東映で企画が上がったが、当初は低予算の案もあったが、映画の規模を大きくしなければ面白くならないとして東映が松竹に話を持ち掛け、共同制作が決まった。

### 造形
怪獣「希望」の死体の造形がうまくいかず、特撮監督の佛田洋の提案で、ゴジラシリーズの造形を手掛けた若狭新一にキャラクター造形を依頼した。デジタルではなく、立体物による造形デザインの話があった際、若狭は「今それ造形でやらなきゃいけないの？」と驚いたという。
若狭によると、監督の三木から「僕の映画はばかばかしいものを目指しています」「死後硬直の足がピーンと立っている状態は（ばかばかしくて）すごくいいので、ぜひこれでお願いします」「100メートルぐらい足が上がっていたら面白いよね」などの話があり、片足をあげたポーズが決まって行った。また三木がイメージする「希望」の大きさは、茨城県の牛久大仏であったため、皆で大仏を見に行ったという。
若狭は「希望」の形をした全高6メートルの造形を東映第6ステージの屋上に作った。佛田はこれを元にCGを起こした。

### 撮影
撮影は栃木県足利市の松田川ダム、茨城県笠間市で行われた。
2020年3月にクランクイン、4月末にはクランクアップする予定であった。しかし新型コロナウイルスの影響で撮影が中断し、公開も延期となった。2021年1月に撮影を再開、3月にクランクアップした。
公開は2022年2月4日となった。

## 作品解説

### オマージュとパロディ
なぜ最初から必殺技を出さないのか？という疑問からの、そういう作品へのオマージュとパロディであったと、公開後の舞台挨拶で監督の三木聡は次のように語っている。

### 政治風刺とコメディ
本作の政治的な風刺が予想以上に伝わらなかったと、企画・プロデュースを務めた須藤泰司はオリコンニュースのインタビューで次のように語っている。
また、プロデューサーの中居雄太は同インタビューで、製作当初から「風刺的な政治シミュレーション」と「コメディ要素」の2点を本作の肝として、宣伝等においても訴求を図った。しかし政治風刺の印象をもって見た観客には、コメディ要素も強くからんできて「思っていたものと違う」という印象を持たせた、と語っている。

## 評価

### 批評
レビュー収集サイトなどでは低評価が多く、例えば映画.comでは2月9日18時00分時点で全260件のレビューが寄せられたが、星1 - 5のうち星1が最も多い割合を占め、5段階中2.2、Filmarksでは同じく2月9日18時00分時点で5段階中2.4となっていた。
- SNSなどでは、同じく評価が著しく低い映画『デビルマン』（2004年）と比較され、本作品に対して「令和の『デビルマン』」とする声も見られた[21][22][23][24]。
- 日刊スポーツの映画担当記者・小林千穂は、「大怪獣の死体をめぐる駆け引きは、コミカルでブラックユーモアに満ちている」と評した[25]。
- 映画ライターのヒナタカは、ねとらぼにおいて「見た後に怒りの後始末が必要な全方位にスベり散らす怪作ギャグ映画」と評し、「アイデアは良かったもののギャグが滑っている」「右往左往する人間のおかしみは一応は描かれているもののリアリティに問題がある」などとコメントし、「2022年のワースト映画」と総評した[26]。
- 映画評論家の前田有一は、J-CASTの取材に対し、本作の着目したテーマを評価しつつも「世界ダメ映画選手権というのがあったら、これに勝てるものがあるとは思えない」と酷評した。前田によると、観客が期待していたものは「『シン・ゴジラ』（2016年）のような、本格的なSFや緊迫感のある政治、軍事シミュレーション」であったのに対して、本作の内容は「滑りまくりのギャグや、現実味ゼロの政治・軍事描写。リアリティが全くない脚本、人間描写」であり、このミスマッチが本作の酷評の原因であるという[20]。
- 服部昇大による「ビミョー」な邦画を紹介する漫画[27]『邦画プレゼン女子高生 邦キチ! 映子さん』には、本作品を取り上げることを期待する声がSNS上で多数寄せられ[28]、実際に本作品を紹介・評論する新作エピソードが描き下ろされた。服部によれば、特撮ファンたちは「『シン・ゴジラ』後の怪獣映画」を本作品に期待していたのに対し、実際には一般層向けの「脱力コメディ系特撮パロディ映画」に仕上がっており、このミスマッチが本作品の賛否両論の原因であったと分析した[29]。

先述の前田やヒナタカは本作の大きな難点として、「不条理演劇」的な作風の三木聡監督による、短絡的・ナンセンスなギャグや舞台演劇風の演出を挙げている。前田によると、演劇と映画では観客の温度感・距離感が異なることから、演劇では成立する演出であっても、笑う気のない観客も鑑賞する映画媒体で成立するとは限らないとした。加えて、大勢の人々が関わっていながらも「ここまでつまらない」作品が「最後まで、どこかで止まらずに出来上がってしまう」ことに対して、日本の映画業界全体に批判を加えている。ヒナタカは本作と好対照を成す作品として『ドント・ルック・アップ』（2021年）を挙げ、「あり得そう」な人間の行動をブラックコメディとしてシニカルに描いた『ドント・ルック・アップ』に対し、本作は「終始リアリティーレベルに問題がある」上に、ストーリー展開が単調で結末も中途半端であったと分析した。
これらの批評について、本作品のプロデューサーである須藤泰司・中居雄太は「予想外であった」「三角関係が伝わらなかった」「『神風が吹かないと解決しない』という政治風刺のオチが通じなかった」などと述べている。

### 興行収入
初週である2022年2月5日・6日の週末映画ランキングで第3位（観客動員数8万8000人、興行収入1億2200万円）にランクインした。
2週目である2月12日・13日の週末映画ランキングでは第7位にランクインした。

## ノベライズ
- 橘もも（著）、三木聡（映画脚本）『大怪獣のあとしまつ 映画ノベライズ』講談社文庫、2021年12月15日発売、ISBN 978-4-06-526407-2
- 時海結以（著）、三木聡（映画脚本）『小説 大怪獣のあとしまつ』講談社KK文庫、2022年1月27日発売、ISBN 978-4-06-526434-8